# Сохи (Вармінсько-Мазурське воєводство)
Сохи (пол. Sochy, нім. Sochen) — село в Польщі, у гміні Ілово-Осада Дзялдовського повіту Вармінсько-Мазурського воєводства.
Населення — 65 осіб (2011).
У 1975-1998 роках село належало до Цехановського воєводства.

## Демографія
Демографічна структура станом на 31 березня 2011 року:
|          | Загалом | Допрацездатний вік | Працездатний вік | Постпрацездатний вік |
| -------- | ------- | ------------------ | ---------------- | -------------------- |
| Чоловіки | 33      | 5                  | 25               | 3                    |
| Жінки    | 32      | 6                  | 20               | 6                    |
| Разом    | 65      | 11                 | 45               | 9                    |